# Dieperzen
Dieperzen ist eine ehemals selbständige Gemeinde im Landkreis Altenkirchen (Westerwald) in Rheinland-Pfalz. Sie ist inzwischen ein Ortsteil der Stadt Altenkirchen (Westerwald).

## Geographie
Dieperzen liegt etwa zwei Kilometer (Gut Honneroth etwa einen Kilometer) nördlich des Zentrums von Altenkirchen. Äcker, Wiesen und Mischwald umgeben den Ortsteil.

## Geschichte
Die Gemarkung Dieperzens umfasste den Weiler Dieperzen und den Hof Honneroth samt den Gutsgebäuden und dem vom Fabrikanten Bullrich erbauten Herrschaftshaus, das in späterer Zeit als Landerziehungsheim diente.
In spätmittelalterlichen Urkunden zur nahe gelegenen Wasserburg Koberstein (heute Hofgut Koberstein) findet Dieperzen erstmals Erwähnung. Bei der Belehnung der Mant von Limbach im Jahre 1495 wird außer dem Burgsitz Coverstein noch ein dazugehöriges „Höffgen zu Dieperzen“ mit einem Grundbesitz von etwa 40 Morgen genannt. Von diesem Höffgen, das zwischen Dieperzen und Honneroth gelegen war, sind noch Spuren im Fundregister des Rheinischen Landesmuseums Bonn aufgeführt. Da heißt es: Dieperzen, in der Flur „Im Röttgen“ lag ein Erdhügel, der von zwei bis drei Meter tiefen und etwa vier Meter breiten Graben umgeben war. Auf der als „alte Burg“ bezeichneten Anlage wurde 1906 ein Haus errichtet. Der Graben ist erhalten geblieben. In der Gegenwart ist von dem Haus nichts mehr zu finden, aber die Wallanlage ist noch deutlich zu erkennen.
Die Grafen von Sayn kauften Anfang des 17. Jahrhunderts in „ausgegangenen Dörfern“ Boden auf und errichteten dort herrschaftliche Höfe. In diesem Zusammenhang entstanden rund um Altenkirchen die Höfe Helmeroth, Bergenhausen und Honneroth. Der Hof Honneroth kam 1815 in den Besitz des preußischen Staates und sollte 1824 versteigert werden. Dies gelang jedoch nicht, der Hof wurde in drei Teilen verkauft und erst Anfang des 20. Jahrhunderts vom Fabrikanten Bullrich wieder vereinigt.
Die Gemeinde Dieperzen stellte schon 1905 den Antrag, mit der Nachbargemeinde Bachenberg vereinigt zu werden. Anlass war wohl der gemeinsame Wunsch der Gemeinde, eine einklassige Schule in Bachenberg zu errichten. Zur Vereinigung kam es zwar nicht, aber zur Gründung eines Schulverbandes. Auch der Versuch Dieperzens, sich mit der Gemeinde Busenhausen zusammenzuschließen, blieb 1930 ergebnislos. Erst im Jahr 1957 gab es neue Überlegungen, sich der Kreisstadt Altenkirchen anzuschließen, vor allem, um die hohen Kosten für den Schulverband zu senken. Um 3000 DM des Steueraufkommens mussten für diesen Zweck gezahlt werden und ließen keinen Spielraum für Wegebau. Es gab damals jedoch keine Mehrheit bei der Abstimmung, da die Gemeindemitglieder um den Fortbestand der Schulgemeinschaft fürchteten. Erst 1961 kam ein einstimmiger Beschluss im Dieperzer Gemeinderat zustande, da inzwischen die Schule in Bachenberg aufgelöst und die Dieperzer Schüler fortan in Altenkirchen eingeschult wurden. Der Stadtrat von Altenkirchen stimmte dem Begehren der Dieperzer Bürger zu. Dennoch kam es noch nicht zur Eingemeindung, da es im Zuge der Verwaltungsreform in Rheinland-Pfalz Überlegungen gab, die mit der Stadt eng verflochtenen Gemeinden Helmenzen, Mammelzen, Michelbach und Almersbach einzugemeinden, was jedoch nicht realisiert wurde, um ein Übergewicht der Stadt gegenüber der Verbandsgemeinde zu vermeiden.
Erst 1972 mit der Übernahme des Hofes Honneroth durch die Stadt Altenkirchen und der Erstellung von Bebauungsplänen wurde die Frage der Eingemeindung Dieperzens wieder aktuell. 1973 kam der Eingemeindungsvertrag zustande. Die Landesregierung stellte den Kleingemeinden unter 1000 Einwohnern Geldgeschenke bereit, wenn sie sich auflösten; pro Einwohner wurden bei der Auflösung 100 DM gezahlt. Mit der Kommunalwahl am 10. Juni 1979 erfolgte die Eingemeindung. Ein Ortsbeirat bestand noch bis 1989. Seitdem wuchs der neue Stadtteil insbesondere durch die Neubaugebiete „Honneroth 1“ und „Honneroth 2“. 1984 wohnten in diesem Stimmbezirk der Stadt 199, im Jahr 1994 bereits mehr als 460 wahlberechtigte Personen.

## Sehenswürdigkeiten
- Gut Honneroth

## Bevölkerung
Insbesondere die Einwohnerschaft des Guts Honneroth veränderte die Einwohnerzahlen Dieperzens beträchtlich; während im Weiler 1961 39 Personen lebten, wurden in Honneroth 81 Personen registriert, eingeschlossen 55 Internatsschüler, die dort mit Zweitwohnsitz gemeldet waren.
Entwicklung der Einwohnerzahl:
- 1840 – 043
- 1905 – 073
- 1961 – 120

 Datenquelle: Statistisches Landesamt Rheinland-Pfalz

## Verkehr
Dieperzen liegt an der Bahnstrecke Engers–Au, auf welcher die RB90 von Limburg nach Siegen verkehrt, aufgrund der geringen Einwohnerzahl Dieperzens besteht jedoch kein Bahnhof oder Haltepunkt.
Die Buslinie 287 sichert am Bachemberg Kreisstr. den Anschluss Dieperzens an den Nahverkehr.
Dieperzen liegt im Gebiet des Verkehrsverbund Rhein-Mosel (VRM).